# Cirauqui
Cirauqui (en castellà, cooficialment en basc Zirauki) és un municipi de Navarra, a la comarca d'Estella Oriental, dins la merindad d'Estella. Limita al nord amb Gesalatz, a l'est amb Guirguillano i Mañeru, al oeste amb Villatuerta i Deierri, i al sud amb Mendigorria.

## Demografia
| Evolució demogràfica                                         | Evolució demogràfica | Evolució demogràfica | Evolució demogràfica | Evolució demogràfica | Evolució demogràfica | Evolució demogràfica | Evolució demogràfica | Evolució demogràfica | Evolució demogràfica | Evolució demogràfica |
| 1996                                                         | 1998                 | 1999                 | 2000                 | 2001                 | 2002                 | 2003                 | 2004                 | 2005                 | 2006                 | 2007                 |
| ------------------------------------------------------------ | -------------------- | -------------------- | -------------------- | -------------------- | -------------------- | -------------------- | -------------------- | -------------------- | -------------------- | -------------------- |
| 454                                                          | 450                  | 458                  | 454                  | 456                  | 452                  | 445                  | 462                  | 482                  | 480                  | 486                  |
| Fonts: Cirauqui<>Zirauki i Institut d'Estadística de Navarra |                      |                      |                      |                      |                      |                      |                      |                      |                      |                      |